# 東野 (弘治進士)
東 野（とう や、生没年不詳）は、明代の官僚。字は希孟。西安府華州の人。東思忠の五男。
弘治15年（1502年）に進士となる。陳留知県を授かり、後に刑部主事に昇進。在任中に死去。